# Cell Metabolism
Cell Metabolism is een internationaal, aan collegiale toetsing onderworpen wetenschappelijk tijdschrift op het gebied van de celbiologie en endocrinologie. De naam wordt in literatuurverwijzingen meestal afgekort tot Cell Metabol. Het wordt uitgegeven door Elsevier en verschijnt maandelijks. Het eerste nummer verscheen in 2005.